# نهله حسین الشالی
نهله حسین الشالی، زاده ۱۹۷۱/۱۹۷۲ – کشته شده ۱۸ دسامبر ۲۰۰۸) مروج حقوق زنان در کردستان عراق، و رهبر لیگ زنان کردستان، شاخه زنان حزب کمونیست کردستان-عراق بود. وی در روز ۱۸ دسامبر ۲۰۰۸ پس از حمله افراد مسلح به خانه‌اش در شهر کرکوک به ضرب گلوله کشته و سر بریده شد. حسین در زمان مرگش ۳۷ ساله، متأهل و مادر دو فرزند بود.